# Компьютеры на Кубе
Начало применения ЭВМ (для целей финансового учёта, статистики, образовании и др.) на Кубе относится к концу 1950-х годов, когда на острове были установлены: в 1958 году — IBM RAMAC, в 1963 году — Elliott 803.
В 1968—1970 гг. в Гаванском университете и Высшем политехническом институте (Jose Antonio Echeverria) были установлены французские ЭВМ SEA-4000 и IRIS 50.
Для разработки национальных средств вычислительной техники в 1969 году был образован, по инициативе Фиделя Кастро, Instituto Central de Investigaciones Digitales de Cuba (ICID).
В 1976 году основан национальный институт автоматизированных систем и компьютерных технологий Instituto Nacional de Sistemas Automatizados y Técnicas de Computación (INSAC), которому была поручена координация разработок, производства и использования компьютерных систем.

## Кубинские компьютеры: разработка и организация производства
Основные этапы:
- в декабре 1969 года — подписание правительствами Болгарии, Венгрии, ГДР, Кубы, ПНР, Румынии и СССР многостороннего соглашения о создании единой системы ЭВМ (ЕС ЭВМ)[3][4];
- 1970—1971 — разработка первых кубинских компьютеров CID 201-А (память 4К 12-разрядных слов) и CID 201-В (память 32К 12-разрядных слов, 50 000 операций сложения в секунду);
- 12 июля 1972 года — вступление Республики Куба в Совет экономической взаимопомощи (СЭВ) и участие в Межправительственной комиссии по сотрудничеству социалистических стран в области разработки, производства и применения средств вычислительной техники[5].

Большая часть первых кубинских специалистов в области вычислительной техники прошли подготовку в учебных заведениях СССР и других странах Восточной Европы.
- 1976 — разработка первого кубинского алфавитно-цифрового видеотерминала для мини-ЭВМ — CID 702
- 1978 — успешное завершение национальных и международных испытаний[6][7] технических средств, включённых в номенклатуру системы малых ЭВМ (СМ ЭВМ): процессора (мини-ЭВМ) CID 300 (программная совместимость с PDP-11/40, внутренняя память 32 К 16-разрядных слов, 400 000 операций сложения в секунду); алфавитно-цифрового видеотерминала CID 7220.
- в 1979 году в состав кубинского морского торгового флота было введено многоцелевое судно "Хосе Антонио Эчевериа", оснащённое автоматизированной системой управления (в том числе, аналогом автопилота)[8].

- 1980 — разработка первого цифрового электроэнцефалографа MEDICID
- 1985 — разработка первого электрокардиографа на базе встроенного 8-разрядного микрокомпьютера (CID 1408) — Cardiocid PC

Кубинское правительство включило информатику в число приоритетных направлений развития экономики, что позволило ввести в действие в период 1975—1988 гг.:
- завод компьютерного оборудования производственной площадью 5300 м² (1978)
- завод для производства до 40 000 м² печатных плат в год производственной площадью 5500 м² (1982)
- завод для изготовления электронных модулей производственной площадью 6000 м²
- завод электромеханического оборудования производственной площадью 8500 м²
- завод для изготовления до 15000 мониторов и телевизоров в год
- завод для изготовления до 250 000 алфавитно-цифровых клавиатур в год
- центр по разработке и производству активных и пассивных электронных компонентов (1985).

Для использования внутри страны и поставок в рамках международной кооперации для СМ ЭВМ (до распада СЭВ) были изготовлены сотни кубинских процессоров CID 300 и терминалов CID 7220 для комплексирования мини-ЭВМ.
- 1989 — двадцатилетие образования и успешной деятельности ICID отмечено выпуском юбилейной медали и проведением научно-технической конференции.

В связи с распадом СССР и свёртывания программы развития СМ ЭВМ Куба лишилась рынка сбыта производимых клавиатур и видеотерминалов. 
23 декабря 2016 года на Кубе при содействии китайской компании Haier был открыт первый завод по производству до 120 000 планшетов и ноутбуков в год

## Компьютеризация в медицине
С 1989 года ICID активно развивает разработку и производство электронного медицинского оборудования. После того, как в декабре 1990 г. в институте побывал Фидель Кастро, было принято решение о новых инвестициях в ICID для создания современного медицинского оборудования.
В сотрудничестве с Центром генной инженерии и биотехнологии (CIGB) созданы:
- CARDIOCID BB — для мониторинга и анализа сердечных ритмов
- EXCORDE — система для исследования электрокардиограмм пациента в течение суточной активности
- СARDIODEF 2 — реанимационный дефибриллятор
- HIPERMAX — амбулаторный монитор для измерения и записи давления и частоты пульса пациента в течение суточной активности
- DOCTUS VI — для мониторинга физиологических параметров в палатах интенсивной терапии
- 'TERAPLUS — терапевтический электростимулятор
- ERGOCID-AT PLUS — основанный на РС анализатор различных физиологических реакций организма пациента на различные виды нагрузок
- MEDICID 03 — цифровой 24-канальный электроэнцефалограф для измерении и анализа мозговой деятельности и другие[13].

Тысячи таких приборов широко используются в госпиталях и поликлиниках национальной системы здравоохранения и экспортируются в различные страны.

## Компьютерное образование и Интернет
В Республике Куба серьёзное внимание уделяется обучению информационным технологиям (ИТ) как в обществе, так и в университетах.
В стране организованы сотни молодёжных компьютерных клубов, в которых и дети, и взрослые учатся пользоваться компьютером, электронной почтой и играть в игры.
Правительство страны вложило сотни миллионов долларов в создание в 2002 году Университета компьютерных исследований (Universidad de las Ciencias Informáticas, UCI), учебный и исследовательский потенциал которого обеспечен на самом современном уровне.
По мнению экспертов, Куба, благодаря своим образовательным программам по математике и информатике, имеет весьма значительные перспективы офшорной разработки программного обеспечения.
С 2008 года власти Кубы начали продавать персональные компьютеры населению. Однако правительство Кубы по-прежнему ограничивает доступ в Интернету и воспринимает ИТ как угрозу национальной безопасности.
С 2005 года кубинские специалисты неоднократно заявляют о намерениях перейти на свободное программное обеспечение и использование GNU/Linux и Open Source.
В феврале 2009 года — Куба объявила о сформировании своей версии операционной системы на базе GNU/Linux. Кубинская версия Linux получила название Nova и была представлена на компьютерной конференции в Гаване. В основе Nova — популярный дистрибутив Gentoo Linux, отличающийся использованием пакетов с исходным кодом, требующих компиляции (в отличие от бинарных пакетов, представленных во многих других популярных Linux-системах).
В январе 2013 года государственная телекоммуникационная компания Etecsa объявила о подключении страны к высокоскоростному интернету через оптоволоконный кабель, проведённый из Венесуэлы. Работы по прокладке кабеля длиной почти в 1,5 тысяч км обошлись почти в 70 миллионов долларов. В первую очередь быстрый интернет планировалось провести в госучреждения и научные центры.
С 18 по 22 марта 2013 года в городах Гавана и Сантьяго-де-Куба под девизом «Думая о будущем» проходил XV международный форум «Информатика 2013» с участием представителей фирм-производителей компьютерной техники, систем связи, наблюдения и учёта, разработчиков антивирусного, геоиформационного, образовательного и других видов программного обеспечения из Америки, Европы, Африки, Азии и Кубы.
В мае 2013 года правительство Кубы сообщило о расширении доступа в интернет и открытии в стране 118 интернет-кафе, час пользования сетью в которых обойдётся посетителям в 4,5 доллара.
Автоматизация и компьютеризация общества были включены в число приоритетных программ развития Кубы, рассмотренных в октябре 2015 года Национальной конференцией по науке, технологии и инновациям в Гаване.
В январе 2015 года культурный центр в Гаване впервые предоставил своим посетителям возможность бесплатного Wi-Fi доступа к Интернет со скоростью 2 Мбит/с.
На начало 2018 года в стране насчитывалось более 1,5 миллионов общедоступных пунктов подключения к Интернету.
В проекты национальных программ в области науки, техники и инноваций на период 2021—2025 годов включены разделы:

— автоматика, робототехника и искусственный интеллект; 
— телекоммуникации и компьютеризация общества.